# Pruntrutermatte

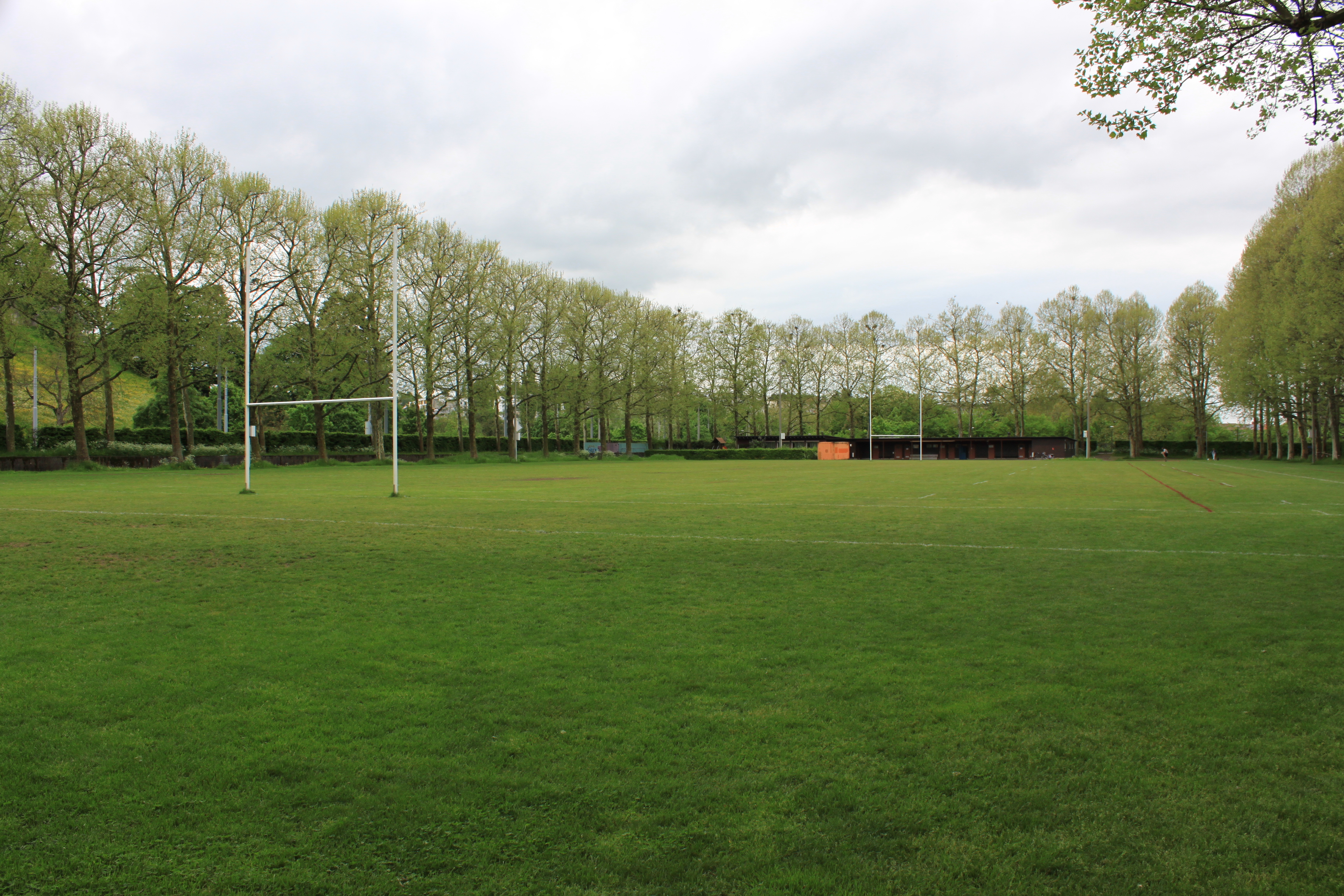
Die Pruntrutermatte in Basel

Plakat von Robert Stöcklin zur Abstimmung über Kauf der damaligen Margarethenwiese durch den Kanton Basel-Stadt, 1930

Die Pruntrutermatte ist eine Park- und Sportanlage in der schweizerischen Stadt Basel.

## Lage
Die Anlage befindet sich am Rand des Stadtteils Gundeldingen. Im Süden schliesst sich der Dorenbachviadukt und der Margarethenhügel an. In westlicher Nachbarschaft befindet sich am anderen Ufer des im Tal fliessenden Birsigs der Zoo Basel. Der Name rührt von der östlich angrenzenden Pruntruterstrasse, die nach Pruntrut führt, dem Hauptort der Ajoie im Kanton Jura. Diese Strasse wurde 1877 am westlichen Rand des neuen Gundeldingerquartiers gebaut. Erst 1990 erfolgte die amtliche Benennung der Park- und Sportanlage als «Pruntrutermatte».

## Nutzung
Die Anlage war 1892 und 1901 Schauplatz der beiden Basler Festspiele von Hans Huber, zu dessen Erinnerung 1930 die nebenan neugebaute Strasse in «Hans Huber-Strasse» benannt wurde. In jüngerer Zeit wurde der Platz vor allem für Sportanlässe genutzt: Von 1975 bis 1982 und wieder seit 2007 ist die Pruntrutermatte Heimstätte des Rugby Football Club Basel. Auch die Schweizer Rugby-Union-Nationalmannschaft trägt hier regelmässig Länderspiele aus. Der 2008 gegründete American-Football-Verein Basel Meanmachine trägt seine Heimspiele auf der Pruntrutermatte aus, nachdem die Gladiators beider Basel ins Stadion Rankhof umgezogen sind.
Die Pruntrutermatte verfügt auch über einen Spielplatz, eine Joggingbahn, sowie frei zugängliche Fitnessgeräte und wird für verschiedene Privatanlässe und Fussball-Grümpelturniere genutzt, beispielsweise für das seit 2006 jährlich im Herbst stattfindende Basler Kulturgrümpeli.

## Weitere Sportanlagen
Weitere Sportanlagen in Basel mit einer ähnlichen Nutzung sind die Schützenmatte, das Stadion Rankhof und der Landhof.